# Eleocharis yecorensis
Eleocharis yecorensis là loài thực vật có hoa trong họ Cói. Loài này được Roalson mô tả khoa học đầu tiên năm 1999.